# Mazuby
Mazuby település Franciaországban, Aude megyében. Lakosainak száma 23 fő (2022. január 1.). Mazuby Campagna-de-Sault, Espezel, Galinagues, Niort-de-Sault és Rodome községekkel határos.

## Népesség
A település népessége az elmúlt években az alábbi módon változott:
| Lakosok száma | 72   | 41   | 35   | 25   | 25   | 25   | 25   | 25   | 26   | 23   |
|               | 1968 | 1982 | 1990 | 2006 | 2013 | 2015 | 2017 | 2019 | 2020 | 2022 |